# کارل کلایست
کارل کلایست (آلمانی: Karl Kleist؛ ‏ ۳۱ ژانویهٔ ۱۸۷۹ – ۲۶ دسامبر ۱۹۶۰) روان‌پزشک، متخصص اعصاب و استاد دانشگاه اهل آلمان بود. او مشارکت‌های علمی-پژوهشی مهمی در زمینهٔ آسیب‌شناسی روانی و عصب‌روان‌شناسی داشت. واژه‌های پزشکی «تک‌قطبی» و «دوقطبی» را او ابداع کرد که امروزه مفاهیم توصیفی برای اختلال افسردگی عمده و اختلال دوقطبی هستند.
مقاله‌های و پژوهش‌های اصلی او بیشتر در زمینه عصب‌شناسی بود، و او به ویژه برای کارهایش جهت تعیین عملکرد هر نقطه از قشر مغز انسان و ترسیم نقشهٔ علملکردی قشر مغز (نقشه‌برداری مغز) شناخته شده‌است. این کار بر اساس معاینه و پژوهش بر روی صدها مورد از بیماران صدمه‌دیده با گلوله در جنگ جهانی اول صورت گرفت که نقص عملکردی آنها را کلایست عمداً در طول زندگی فردد مورد مطالعه و توصیف قرار داده‌است و پس از مرگ هم، با استفاده از کالبد شکافی مغز، ضایعه را مستند کرد و بنابراین، توانست عملکرد مغز را در هر ناحیهٔ آن مشخص کند و این کار را نیز بر اساس نحوهٔ آرایش یاخته‌ای انجام دهد. کارل کلایست شاگرد کارل ورنیکه بود و در کارهایش، از همان سنت و روش ورنیکه پیروی می‌کند. از شاگردان کلایست می‌توان به کارل لیونهارت اشاره کرد که با کمک هم «سیستم طبقه‌بندی روان‌پریشی کلایست-لیونهارت» را ابداع کردند.
وی از سال ۱۹۲۰ تا ۱۹۵۰، استاد زوان‌پزشکی و بیماری‌های مغز و اعضاب و همچنین مدیر «کلینیک دانشگاهی عصب‌روان‌پزشکی» در دانشگاه گوته فرانکفورت بود. وی همچنین مابین سال‌های ۱۹۵۰ تا ۱۹۶۰ میلادی، مدیر «مؤسسهٔ پژوهش برای آسیب‌شناسی مغز و آسیب‌شناسی روانی» بود.